# Academia de Bellas Artes de Bogotá
Academia de Bellas Artes de Bogotá, conocida en Colombia como Escuela Nacional de Bellas Artes, fue una institución de educación superior en Bogotá, capital de Colombia, dedicada a la enseñanza del dibujo, la pintura, la escultura y la música en ese país.
Fundada en 1886 por el polímata Alberto Urdaneta, buscaba marcar una ruptura con el antiguo método de enseñanza artística de la época colonial y así estar a la vanguardia del arte europeo, pero terminó reafirmando la herencia española en Colombia. También se impuso el pensamiento católico y conservador, ya que si bien su fundador era un librepensador, el gobierno de la época influyó de manera determinante el desarrollo de los programas.
Entre la nómina de maestros que imparían clases allí estaban destacados artistas de la época como su propio fundador, el pintor Epifanio Garay, el músico Jorge Price, y el arquitecto Mariano Santamaría; y extranjeros como los artistas Césare Sighinolfi (Italia) y Luigi Ramelli (Suiza). Entre sus alumnas destacadas se encuentra Carolina Cárdenas Núñez.
La academia permaneció en pie incluso después de la repentina muerte de su fundador al año siguiente. En sus inicios, funcionó en el Convento de Santa Clara. Posteriormente se modificó hasta convertirse desde 1965 en la sede de la actual Facultad de Artes de la Universidad Nacional de Colombia.

## Historia
La academia fue abierta oficialmente el 20 de julio de 1886, con motivo de la conmemoración del grito de independencia de 1810 por el artista y académico de gran renombre para la época, Alberto Urdaneta Urdaneta.